# Anne Léonard Camille Basset de Châteaubourg
Pour les articles homonymes, voir Basset et Châteaubourg.
Anne (ou Pierre) Léonard Camille Basset de Châteaubourg, né le 30 octobre 1781 à Lyon et mort le 15 février 1852 à Villeneuve-le-Roi, est un haut fonctionnaire français du XIXe siècle.

## Biographie
Fils de Laurent Basset de Châteaubourg (1747-1793), seigneur de La Pape (voir Rillieux-la-Pape) et conseiller du roi, son père est exécuté le 15 décembre 1793 à Lyon sous la Terreur rouge.
Anne Léonard Camille entra à l’École polytechnique le 14 brumaire an IX et compta parmi les onze élèves choisis en l’an XI pour construire des bateaux plats.
Sortant de l'X, il fut nommé auditeur au Conseil d'État près le ministre et la section de la marine  par décret impérial du 11 mars 1806. Il conserva ce poste jusqu'en 1808.
Affecté à la commission des pétitions en 1808, il passe aussitôt auditeur en service extraordinaire et exerce les fonctions de sous-préfet à Corbeil (Essonne) à partir de juin 1808 (décret impérial du 16 avril 1808).
En service ordinaire hors sections en 1810, il repasse en service extraordinaire en 1811 et 1812, et garde la sous-préfecture de l'arrondissement de Corbeil-Essonnes. En 1812, il accède à l'auditorat de première classe.
Nommé préfet de la Vendée par décret impérial du 12 mai 1813, il n'eut pas le loisir de déployer ses talents d'administrateur, car il fut relevé de ses fonctions à la première Restauration, le 24 mai 1814.
Durant les Cent-Jours, après avoir été secrétaire général du ministère de l'Intérieur (décret impérial du 23 mars 1815), il est Préfet de l'Oise le 6 avril 1815 : il exerce du 12 avril 1815 au 9 juillet 1815, date à laquelle il cesse ses fonctions. Il quittera ensuite la carrière administrative.
Entré au conseil général de l'Yonne il sera également maire de Villeneuve-sur-Yonne.
Décédé dans son château de Beaudemont, à Villeneuve-le-Roi, aujourd’hui Villeneuve-sur-Yonne (Yonne), le 26 janvier 1852, il fut inhumé dans le cimetière de Villeneuve-sur-Yonne aux côtés de son épouse et de ses deux enfants.

### Vie familiale
Fils cadet de Laurent Basset de Châteaubourg (1747 † Exécuté le 15 décembre 1793 - Lyon), seigneur de La Pape et conseiller du roi, lieutenant général de la sénéchaussée, siège présidial de Lyon, et de Marie Catherine Victoire Boulard de Gatellier, son frère aîné, Claude Simon fut maire de Rillieux-la-Pape. 
Camille épouse le 9 mai 1812 (Paris) Jeanne Louise Thibon (1793 † 15 avril 1823 - Paris, Hôtel de la Banque de France (ancien Hôtel de Toulouse)), fille de Louis Charles, 1er baron Thibon et de l'Empire (1761 † 1837), régent de la Banque de France (1801-1806), membre du Comité central de la Banque de France (1803-1806), sous-gouverneur de la Banque de France (1806-1833). Ensemble, ils eurent :
1. Louis François Camille Basset de Châteaubourg (1812 † 26 novembre 1857), auditeur au conseil d'État, Maître de cérémonie de S.M. l'Empereur Napoléon III, introducteur des ambassadeurs, Conseiller général de l'Yonne, Maire de Villeneuve-sur-Yonne, Membre de la Légion d'honneur, marié à Marie Louise, fille du général vicomte Vallin (dont postérité) ;
2. un autre fils.

Il se remarie avec Marie Françoise Clara (dite Fanny ou Fanniska), comtesse de Chaponay, dont :
1. Anatole de Châteaubourg (1828 † 18 juillet 1849) ;
2. Fanny de Châteaubourg (1833 † 30 novembre 1846).

## Fonctions
- Auditeur au Conseil d'État par décret impérial du 11 mars 1806.
- Sous-préfet de Corbeil (Essonne), par décret impérial du 16 avril 1808 (installé le 24 avril 1808, il exerce ses fonctions jusqu'au 22 juin 1808) ;
- Préfet de la Vendée, par décret impérial du 12 mars 1813 (il exerce ses fonctions jusqu'au 12 avril 1813) ;
- Suspendu de toutes ses fonctions le 24 mai 1814 ;
- Secrétaire général du ministère de l'Intérieur, par décret impérial du 23 mars 1815 ;
- Préfet de l'Oise le 6 avril 1815 (installé le 12 avril 1815, il exerce ses fonctions jusqu'au 9 juillet 1815, date à laquelle il cesse ses fonctions. Il est remplacé le 12 juillet 1815) ;
- Membre du Conseil général de l'Yonne.
- Maire de Villeneuve-sur-Yonne.

## Titres
- Chevalier de l'Empire par décret de l’Empereur et lettres patentes du 15 août 1810 ;
- Baron de l'Empire par lettres patentes et par décret impérial du 27 septembre 1810.

## Distinctions
- Chevalier de la Légion d'honneur par ordonnance du 30 décembre 1814.

## Règlement d'armoiries
« Armes des Basset de Châteaubourg : D’azur à une fasce bretessée et contre-bretessée d’or., »

« Armes de Baron de l'Empire : D’azur à une fasce bretessée et contre-bretessée d’or ; au canton des barons tiré du Conseil d'État brochant. »